# Det kejserlige embedsmandseksamenssystem
Det kejserlige embedsmandseksamenssystem, var et system der i det kejserlige Kina afgjorde, hvem der kunne få lov til at arbejde i statsadministrationen. Systemet blev brugt i 1300 år, fra det blev opfundet under Sui-dynastiet i 605 til det blev afskaffet i slutningen af Qing-dynastiet i 1905.